# شجرة ثلاثية

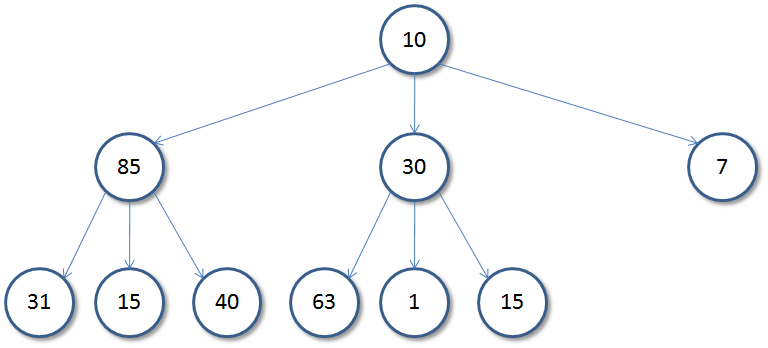
شجرة ثلاثية، حجمها 10 وارتفاعها 2.

الشجرة الثلاثية في سياق علوم الحاسب هي هيكل بيانات على شكل شجرة، تحتوي على ثلاث عقد فرعية على الأكثر، ترتب من اليسار إلى اليمين كما هو المتعارف عليه في هياكل البيانات الشجرية. وتُستخدم الأشجار الثلاثية في أشجار البحث الثلاثية والأكوام الثلاثية.